# إيلينا دورفمان
إيلينا دورفمان (بالإنجليزية: Elena Dorfman)‏ هي مصورة أمريكية، ولدت في 1937.